# Ochicanthon punctatus
Ochicanthon punctatus là một loài bọ cánh cứng trong họ Bọ hung (Scarabaeidae).